# Hong Kong May Shien Association Ltd
Hong Kong May Shien Association Ltd is de geboortestreekvereniging voor Meixianers in Hongkong. De autochtone Meixianers bestaat grotendeels uit de Han volk Hakka. De vereniging is opgericht in 1969 in Hongkong en staat sindsdien ingeschreven bij de Hongkongse overheid als limited. Het verenigingshuis is gevestigd in Hongkong, Kowloon, Nathan Road numero 484 van de zesde etage. Daar worden allerlei dagelijkse en wekelijkse activiteiten georganiseerd. De vereniging verschaft sociaal-economische hulp aan streekgenoten die het minder hebben. Ouderen worden vaak in het zonnetje gezet met vele ouderenvereringsactiviteiten en jongeren kunnen studiebeurzen krijgen bij goede prestaties op school. Op 24 oktober 2008 werd de negentiende bestuursvergaderingsverkiezing gehouden in de Grote Hal van Central district in Hongkong.